# Celeste Carballo
Celeste Carballo (Buenos Aires, 21 settembre 1956) è una cantante argentina.
Celeste Carballo è una cantante ed autrice di musica rock e blues. Considerata una delle migliori voci del rock argentino per potenza ed ampio registro vocale.